# 凸尖紫麻
凸尖紫麻（学名：Oreocnide obovata var. mucronata）为荨麻科紫麻属下的一个变种。

## 扩展阅读
- 維基物種上的相關：凸尖紫麻